# Alsophila accraria
Alsophila accraria är en fjärilsart som beskrevs av Jacob Hübner 1796. Alsophila accraria ingår i släktet Alsophila och familjen mätare. Inga underarter finns listade i Catalogue of Life.